# Hostal de Guilanyà
Hostal de Guilanyà és una masia situada al municipi de Navès, a la comarca catalana del Solsonès.